# Kongregace Školských sester de Notre Dame
Kongregace Školských sester de Notre Dame je katolická řeholní kongregace, která se ve své činnosti zaměřuje na výuku a výchovu dětí. De Notre Dame znamená česky Naší Paní, čímž je myšlena Panna Maria. Kongregace byla založena roku 1833 v Bavorsku a dnes působí v řadě států Evropy, Afriky, Asie i obou Amerik. V rámci České republiky působí samostatná česká provincie. Kongregace sama provozuje jednu mateřskou školu a jednotlivé sestry vyučují na řadě dalších škol. Sestry z této kongregace jsou hovorově označovány jako notredamky.

## Historie Kongregace

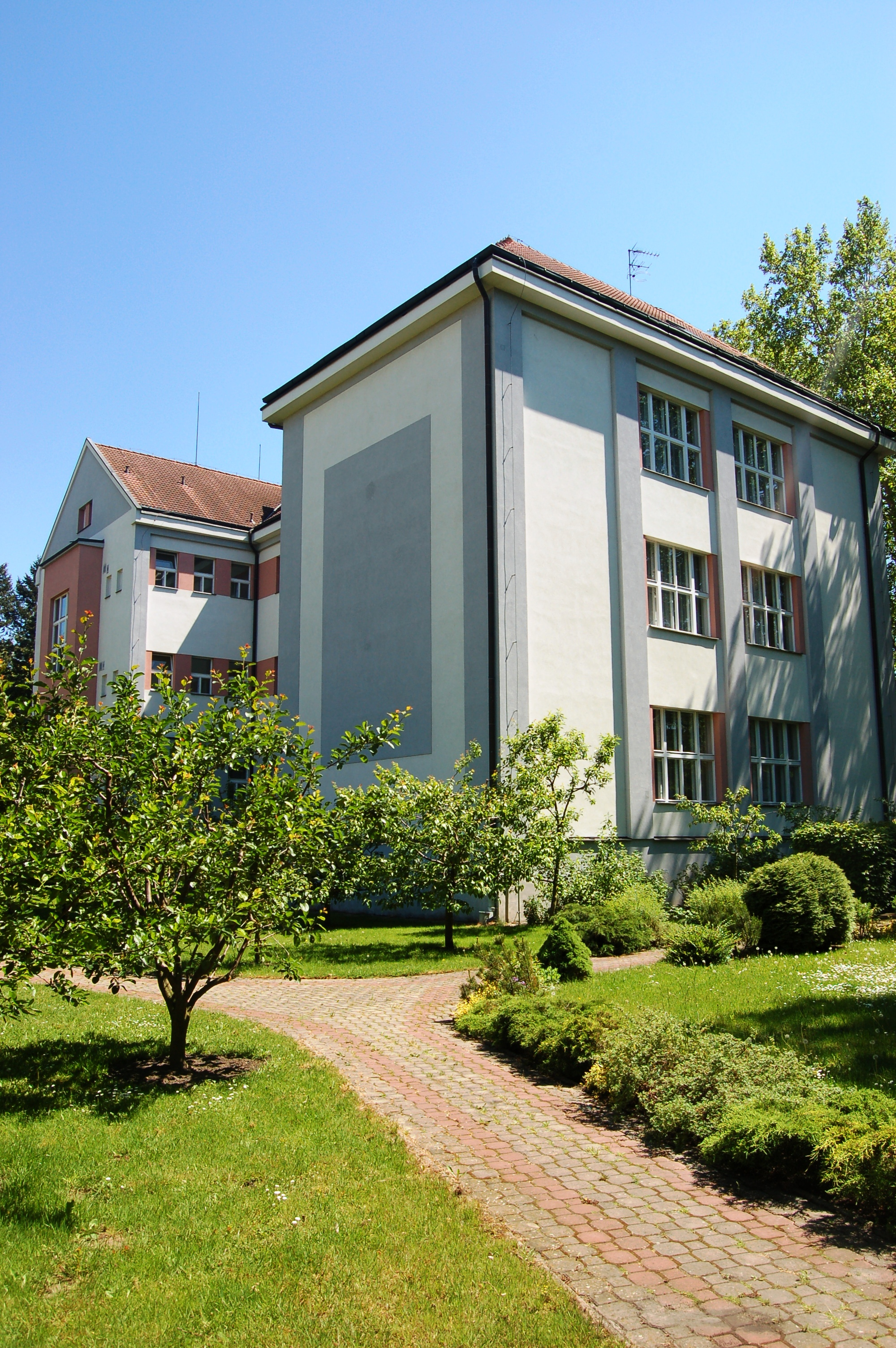
Klášter Školských sester de Notre Dame v Hradci Králové

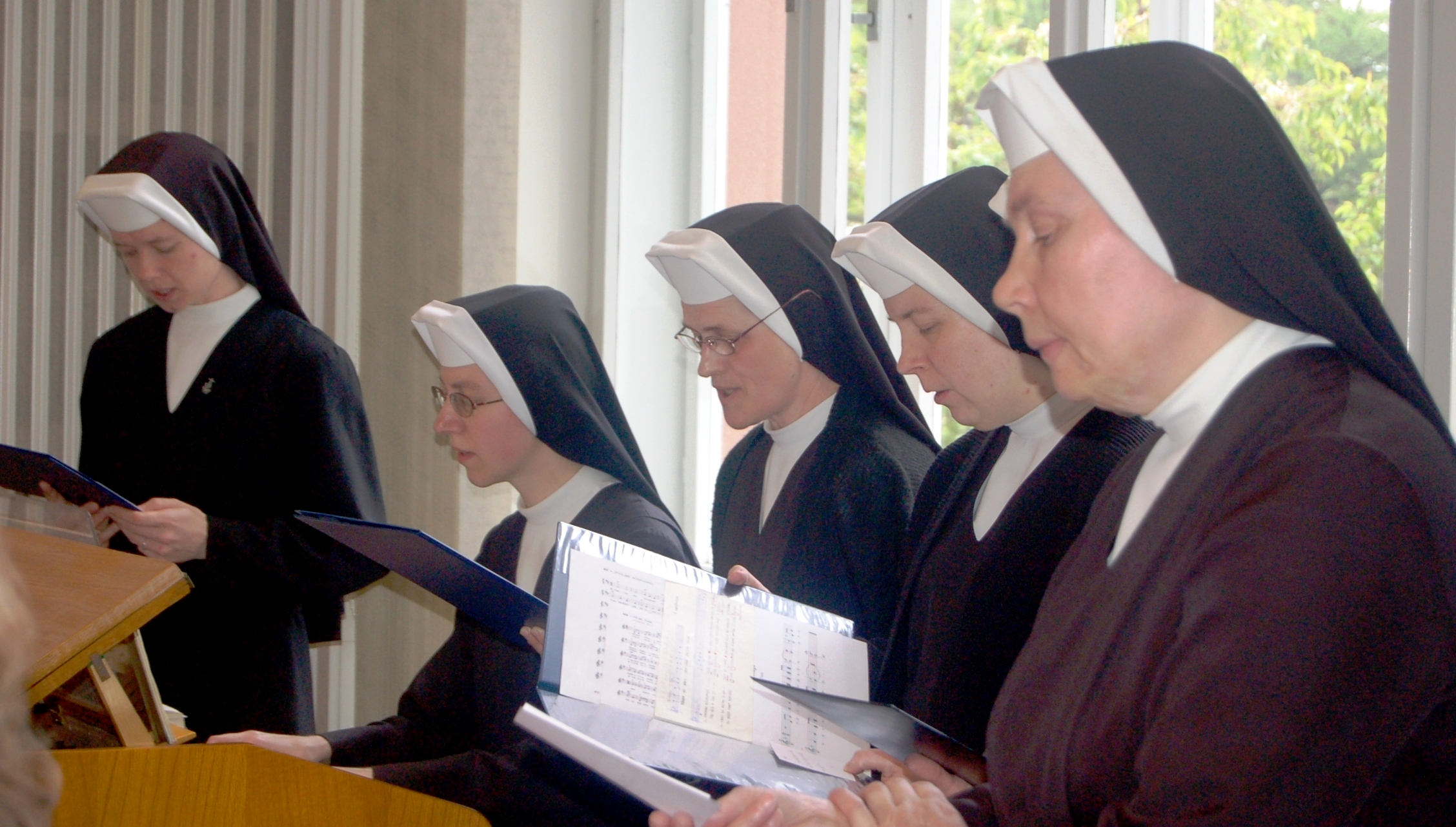
Školské sestry de Notre Dame

Kongregace Chudých školských sester de Notre Dame byla založena v Německu roku 1833 blahoslavenou Karolinou Gerhardingerovou. V českých zemích začala působit 15. srpna 1853 v Hyršově zásluhou P. Gabriela Schneidera. Navazovala přitom na tradici, kterou vytvořili v roce 1597 založením řádu Kanovniček svatého Augustina sv. Petr Fourier a bl. Alexie Le Clerc. Cílem řádu bylo poskytovat kvalitní vzdělání a náboženskou výchovu zejména pro chudé dívky.
Papež Pius X. ji schválil v roce 1910. V roce 1933 měla Kongregace 1110 sester působících v Československu a USA a patřila k nejpočetnějším českým řeholím.
Během druhé světové války řád čelil vlně nacistických perzekucí. Nejdříve došlo k vynucenému vytvoření samostatné slovenské provincie (jinak by na Slovensku Kongregace nemohla pokračovat v činnosti). Později byly vyučovací ústavy a kláštery řádu v českých zemích zabrány a uzavřeny a pro porušení zákazu přijímání novicek německého původu byly v roce 1943 zatčeny tři představené Kongregace, z nichž dvě (Ernestine Hufnagl, představená kláštera v Bystřici nad Úhlavou, a Epiphanie Pritzl, představená české provincie) zemřely v koncentračních táborech.

Po válce byla činnost řádu obnovena a vyučovací ústavy opět otevřeny, ale v roce 1949 je bez náhrady zabral stát, který k nim přibíral i kláštery, v nichž byly zhusta umístěny. 

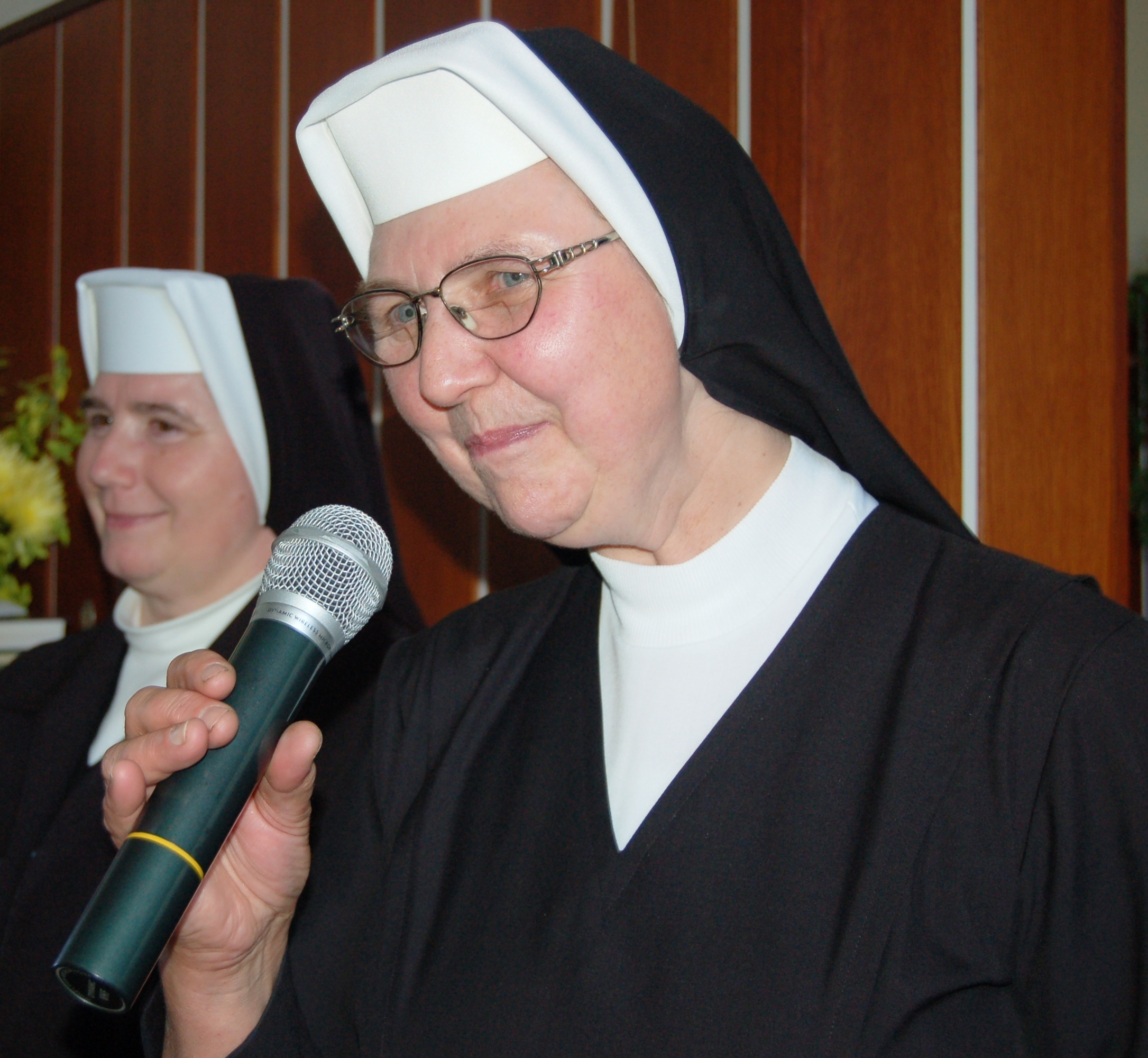
Školské sestry de Notre Dame

 V některých případech byly sestry násilím vyhnány, v jiných jim bylo nabídnuto, že mohou zůstat, budou-li dále vyučovat bez řeholního oděvu a podle osnov jednotné socialistické školy. Tyto nabídky byly sestrami jako nepřijatelné odmítnuty.
V průběhu roku 1950 a dalších letech byl systematicky zabavován movitý i nemovitý majetek řádu a sestry byly nezákonně nuceny buďto řád opustit, nebo se stěhovat do určených „soustřeďovacících klášterů“ a byla jim omezována svoboda pohybu. Stát zabral i většinu finančních prostředků řádu. Bylo znemožněno přijímání novicek, představené byly fakticky internovány odděleně od řadových sester. Původně se předpokládalo zrušení Kongregace vládním rozhodnutím, ale tzv. Akce B[zdroj?] byla na poslední chvíli odvolána a bylo rozhodnuto, že sestry budou převedeny do průmyslové výroby, izolovány od zbytku společnosti a ponechány přirozenému vymření.
V roce 1968 došlo k přechodnému uvolnění poměrů a přejmenování Kongregace na Kongregaci Školských sester de Notre Dame. K návratu školských sester do škol však mohlo dojít až po sametové revoluci.

## Školy v ČR spravované kongregací
- Církevní mateřská škola U sv. Josefa, České Budějovice